# N36 (België)
De N36 is een 60 kilometer lange Belgische gewestweg die start in het Oost-Vlaamse Ronse en aansluit op de N35 ter hoogte van het West-Vlaamse dorpje Zarren. De weg is een belangrijke as in Zuid-West-Vlaanderen en heeft enkele belangrijke knooppunten, zoals de afrit met de A14/E17 in Deerlijk, de afrit met de A17/E403 bij Roeselare en kruist enkele belangrijke rijkswegen (N8, N43, N50, N32, N35).

## Planning
De N36 werd tussen Roeselare en de E17 in Deerlijk gepland als viervaksexpresweg. Dit moest een goede ontsluiting van Roeselare verzekeren na het schrappen van een autosnelweg die Roeselare met het centrum van het land moest verbinden (respectievelijk de A57 en de Vlaamse Transversale A9). 
De weg is effectief uitgevoerd als viervaksbaan tussen Roeselare en Izegem (weliswaar met twee ronde punten) en tussen Harelbeke en de E17. Tussen Izegem en Harelbeke is er voor de weg een breed wegprofiel gereserveerd, maar werden twee of drie rijstroken aangelegd. Wegens problemen met de verkeersveiligheid werden de stukken met drie rijstroken (bijv. tussen Izegem en de ovonde in Lendelede, tussen Lendelede en Harelbeke) opnieuw heraangelegd in twee rijstroken.
De brug over de Leie in Harelbeke is bij de aanleg voorzien op 2x2 rijstroken. Later werd beslist om slechts twee rijstroken aan te leggen.
In 2007 werd het kruispunt met de N43 (Gent-Kortrijk) ter hoogte van Harelbeke als ongelijkvloerse kruising heraangelegd; de N36 loopt onder de N43 via de E3-prijstunnel.

## Aftakkingen

### N36a
De N36a is een aftakking van de N36 in Roeselare tussen de N36/R32 en de N32a in het centrum. De weg heeft een lengte van ongeveer 1,8 kilometer en verloopt via de Diksmuidsesteenweg en Wallenstraat.

### N36b
De N36b is een verbindingsweg bij Izegem tussen de N36/N36c en de N357. De weg heeft een lengte van ongeveer 2,6 kilometer en verloopt via de Ambachtenstraat.

### N36c
De N36c is een aftakking van de N36 bij Izegem. De weg ligt deels parallel aan de N36. De weg heeft een totale lengte van ongeveer 2,2 kilometer en verloopt via de Molstraat en de Weststraat.

### N36d
De N36d is een weg in Harelbeke en langs Kuurne tussen de N43 en de N50. De weg is ongeveer 3,3 kilometer lang en loopt parallel aan de recenter aangelegde N36. De route begint ter hoogte van het treinstation Harelbeke op de Leiestraat en passeert vervolgens de rivier de Leie. Hierna vervolgt de route de Rijksweg en komt langs Kuurne, voordat het aansluit op de Brugsesteenweg, N50.
De weg wordt in de volksmond "De Oude Gewestweg" genoemd: tot in de jaren 2000 liep de traject van de autoweg langs dit tracé. Om het centrum van Harelbeke te ontlasten, werd een nieuwe autoweg aangelegd, tussen Lendelede en Deerlijk.

### N36e
De N36e is een weg tussen Deerlijk (N36) en Harelbeke (N43). De route heeft een lengte van ongeveer 4,1 kilometer. De route verloopt vanaf de N36 via de Vichtesteenweg, Schoolstraat en Harelbekestraat door Deerlijk heen, waarna het de N36 kruist en via de Deerlijksesteenweg naar de N43 gaat.

### N36f
De N36f is een verbindingsweg in Ronse tussen de N48 en de N36. De route kent een lengte van ongeveer 500 meter en verloopt via de César Snoecklaan.

### N36g
De N36g is een korte weg welke deel uitmaakt van de N36 in de plaats Staden. De route gaat via de Ieperstraat en Vredestraat en heeft een totale lengte van ongeveer 400 meter. De N36g is volledig ingericht voor eenrichtingsverkeer. De N36 is ter hoogte van dezelfde plek ook eenrichtingsverkeer alleen dan in tegenovergestelde richting.